# Nki nationalpark
Nki nationalpark är en nationalpark i Kamerun.   Den ligger i departementet Departement du Haut-Nyong och regionen Östra regionen, i den sydöstra delen av landet, 400 km öster om huvudstaden Yaoundé. Nki National Park ligger 641 meter över havet.
Tropiskt monsunklimat råder i trakten. Årsmedeltemperaturen i trakten är 20 °C. Den varmaste månaden är maj, då medeltemperaturen är 22 °C, och den kallaste är juli, med 20 °C. Genomsnittlig årsnederbörd är 1 849 millimeter. Den regnigaste månaden är maj, med i genomsnitt 269 mm nederbörd, och den torraste är januari, med 33 mm nederbörd.